# (446150) 2013 EO102
446150) 2013 EO102 es un asteroide perteneciente al cinturón de asteroides, región del sistema solar que se encuentra entre las órbitas de Marte y Júpiter.
Fue descubierto el 11 de marzo de 2013 por el equipo del proyecto Spacewatch desde el observatorio Nacional de Kitt Peak.

## Designación y nombre
Designado provisionalmente como 2013 EO102.

## Características orbitales
2013 EO102 está situado a una distancia media del Sol de 3,174 ua, pudiendo alejarse hasta 3,337 ua y acercarse hasta 3,010 ua. Su excentricidad es 0,052 y la inclinación orbital 10,101 grados. Emplea 2065,02 días en completar una órbita alrededor del Sol.
Los próximos acercamientos a la órbita de Júpiter ocurrirán el 26 de noviembre de 2117, el 29 de agosto de 2128 y el 9 de junio de 2139.
Pertenece a la familia de asteroides de (490) Veritas.

## Características físicas
La magnitud absoluta de 2013 EO102 es 16,25.